# Slovenské Lodenice Typ Schelde
Der Typ Schelde ist ein Serienfrachtschiffstyp der Werft Slovenské Lodenice in Komárno.

## Einzelheiten
Die Küstenmotorschiffe des Schelde-Typs sind als Mehrzweck-Trockenfrachtschiffe mit weit achtern angeordnetem Deckshaus und einem langen Laderaum ausgelegt. Der Typ verfügt über ein festes Deckshaus und über einen größtenteils kastenförmigen (box-shaped) Laderaum mit einem Rauminhalt von 5891 m3, dessen zwei Luken von elektrohydraulischen Faltlukendeckeln verschlossen werden und in denen zwei versetzbare Schotten eingesetzt werden können. Der Laderaum ist 70,85 Meter lang, 10,20 Meter breit und 8,17 Meter hoch. Die Tankdecke ist für den Ladungsumschlag mit Greifern und den Transport von Schwergut verstärkt. Es können insgesamt 297 20-Fuß-Containern (TEU) transportiert werden, 129 TEU im Laderaum und weitere 168 TEU auf den Lukendeckeln. Bei einer homogenen Beladung mit 14 Tonnen schweren 20-Fuß-Containern ist der Transport von bis zu 185 TEU möglich.
Angetrieben werden die Schiffe der Baureihe von einem Deutz-Sechszylinder-Viertakt-Dieselmotor des Typs TBD 645 L6 mit einer Leistung von rund 2550 kW, der über ein Untersetzungsgetriebe auf einen Verstellpropeller und einen Wellengenerator wirkt. Weiterhin stehen Hilfs- und Notdiesel zur Verfügung. Die An- und Ablegemanöver werden durch ein Bugstrahlruder unterstützt.
Die eisverstärkten Rümpfe wurden in Sektionsbauweise zusammengefügt. Die Schiffe haben einen über der Wasserlinie leicht ausfallenden Steven mit Wulstbug.
Die Einheiten der Schelde-Baureihe werden vorwiegend in der kleinen und mittleren Fahrt im Transport von Massengütern, Massenstückgütern, kleineren Projektladungen oder Containern eingesetzt, sind aber für die weltweite Fahrt zugelassen.

## Die Schiffe (Auswahl)
| Slovenské Lodenice Typ Schelde | Slovenské Lodenice Typ Schelde | Slovenské Lodenice Typ Schelde | Slovenské Lodenice Typ Schelde | Slovenské Lodenice Typ Schelde                                                 | Slovenské Lodenice Typ Schelde             |
| Bauname                        | Bau- nummer                    | IMO-Nummer                     | Ablieferung                    | Auftraggeber                                                                   | Umbenennungen und Verbleib                 |
| ------------------------------ | ------------------------------ | ------------------------------ | ------------------------------ | ------------------------------------------------------------------------------ | ------------------------------------------ |
| Bosporus                       | 3003                           | 9125061                        | Dezember 1996                  | Reederei Bojen, Neermoor MS „Bosporus“ Bojen Holding GmbH & Co. KG             | 2022: Glen                                 |
| Baccara                        | 3017                           | 9191254                        | Juli 1998                      | Reederei Bojen, Neermoor Bojen MS „Baccara“ KG                                 | 2018: Rix Munte                            |
| Jacaranda                      | 3018                           | 9191266                        | Oktober 1998                   | Reederei Bojen, Neermoor Bojen MS „Jacaranda“ KG                               | 2015 Evdokia L, 2018: Kassel               |
| Sardinia                       | 3019                           | 9191278                        | Dezember 1998                  | Reederei Bojen, Neermoor Bojen Schiffahrtsbetrieb GmbH & Co. KG, MS „Sardinia“ | 2013: Fulda, 2021: Donautal, 2022: Aslihan |
| Memel                          | 3021                           | 9192624                        | Dezember 1999                  | Reederei Bojen, Neermoor Bojen Schiffahrtsbetrieb GmbH & Co. KG, MS „Memel“    | 2014: Georgios Alexios, 2019: Rix Lagoon   |
| Korsika                        | 3022                           | 9192636                        | Mai 2001                       | Reederei Bojen, Neermoor Bojen Schiffahrtsbetrieb GmbH & Co. KG, MS „Korsika“  | 2013: Werra, 2021: Werratal                |
| Daten: Equasis, grosstonnage   |                                |                                |                                |                                                                                |                                            |